# Øyestads kommun
Øyestads kommun (norska: Øyestad kommune) var en kommun i Aust-Agder fylke i södra Norge. Byn Bjorbekk utgjorde kommunens centralort.

## Administrativ historik
Øyestads kommun upprättades den 1 januari 1838 (som Øiestad formannskapsdistrikt) när Formannskapslovene från 1837 trädde i kraft. Kommunen hade då en omfattning motsvarande den sydvästra delen av nuvarande Arendals kommun, den östra delen av nuvarande Frolands kommun samt den östra delen av nuvarande Grimstads kommun.
1846 bröts Fjære kommun ut ur kommunen. Fyra år senare bröts Frolands kommun ut ur kommunen. Den återstående delen omfattade i huvudsak den sydvästra delen av nuvarande Arendals kommun och hade efter detta 5 215 invånare.
Den 1 januari 1875 överfördes ett mindre bebott område (52 invånare) från Arendals kommun till Øyestads kommun.
Den 1 januari 1881 bröts Hisøy kommun ut ur kommunen. Den återstående delen hade då 4 474 invånare.
1936 överfördes ett mindre bebott område (33 invånare) från Øyestads kommun till Austre Molands kommun.
Den 1 januari 1962 överfördes en mindre del av kommunen (fastigheten Salvestjønn) till Landviks kommun.
Den 1 januari 1992 gick kommunen upp i Arendals kommun. Kommunens hade då 8 679 invånare.

## Kommunvapen
Blasonering: I sølv en skråstilt blå spiss dannet ved bølgesnitt.
(I fält av silver en genom vågskura bildad blå kil upp mot dexter.)
Kommunvapnet godkändes genom kunglig resolution den 19 april 1985. Kilen symboliserar älven Nidelva som rinner genom den tidigare kommunens område och breder ut sig vid sin mynning. Älven har varit både en genomfartsled och en arbetsplats.

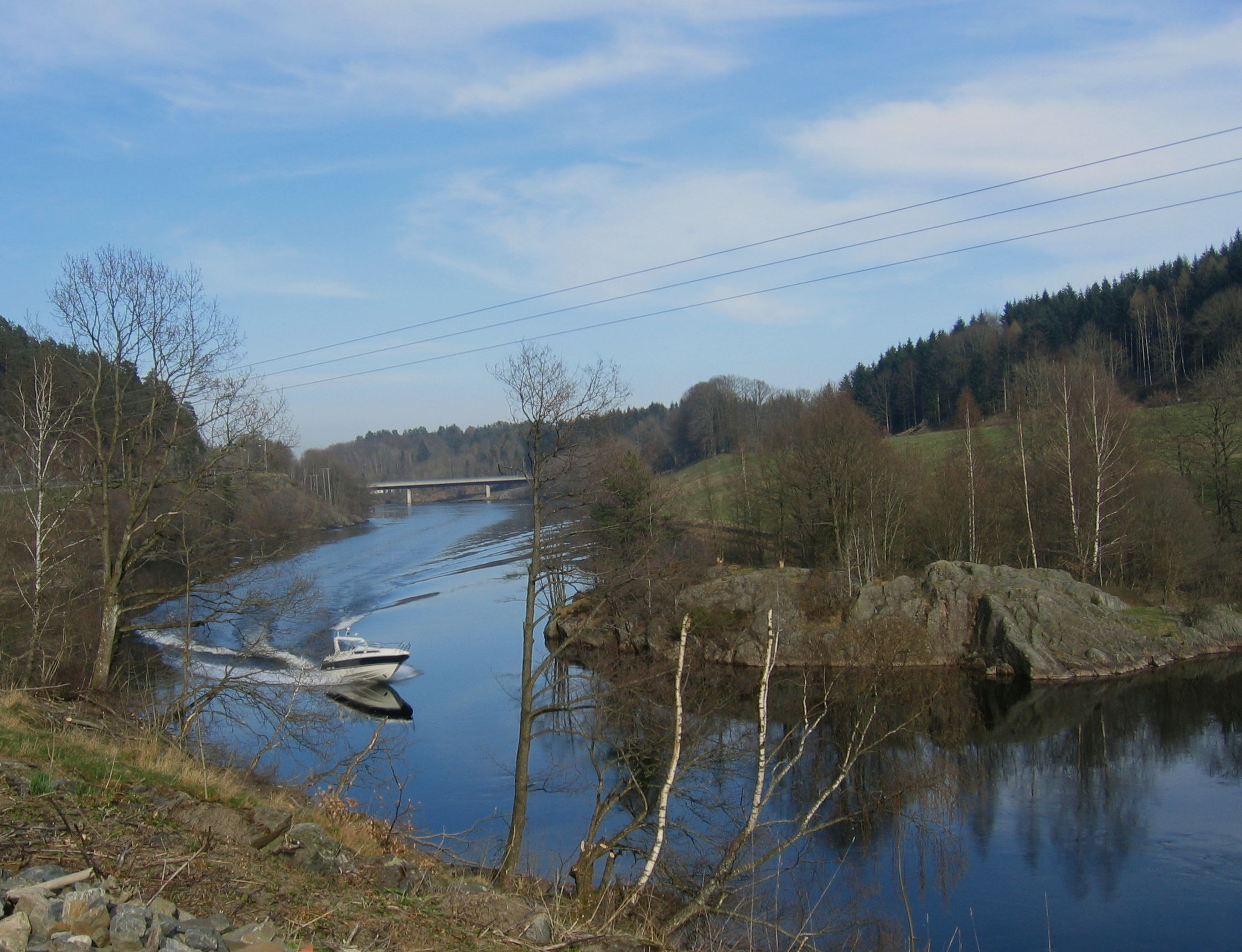
Älven Nidelva symboliseras i kommunvapnet av en blå kil.